# Mompha propinquella
Mompha propinquella é uma espécie de mariposa do gênero Mompha pertencente à família Coleophoridae.